# Historic Locust Grove

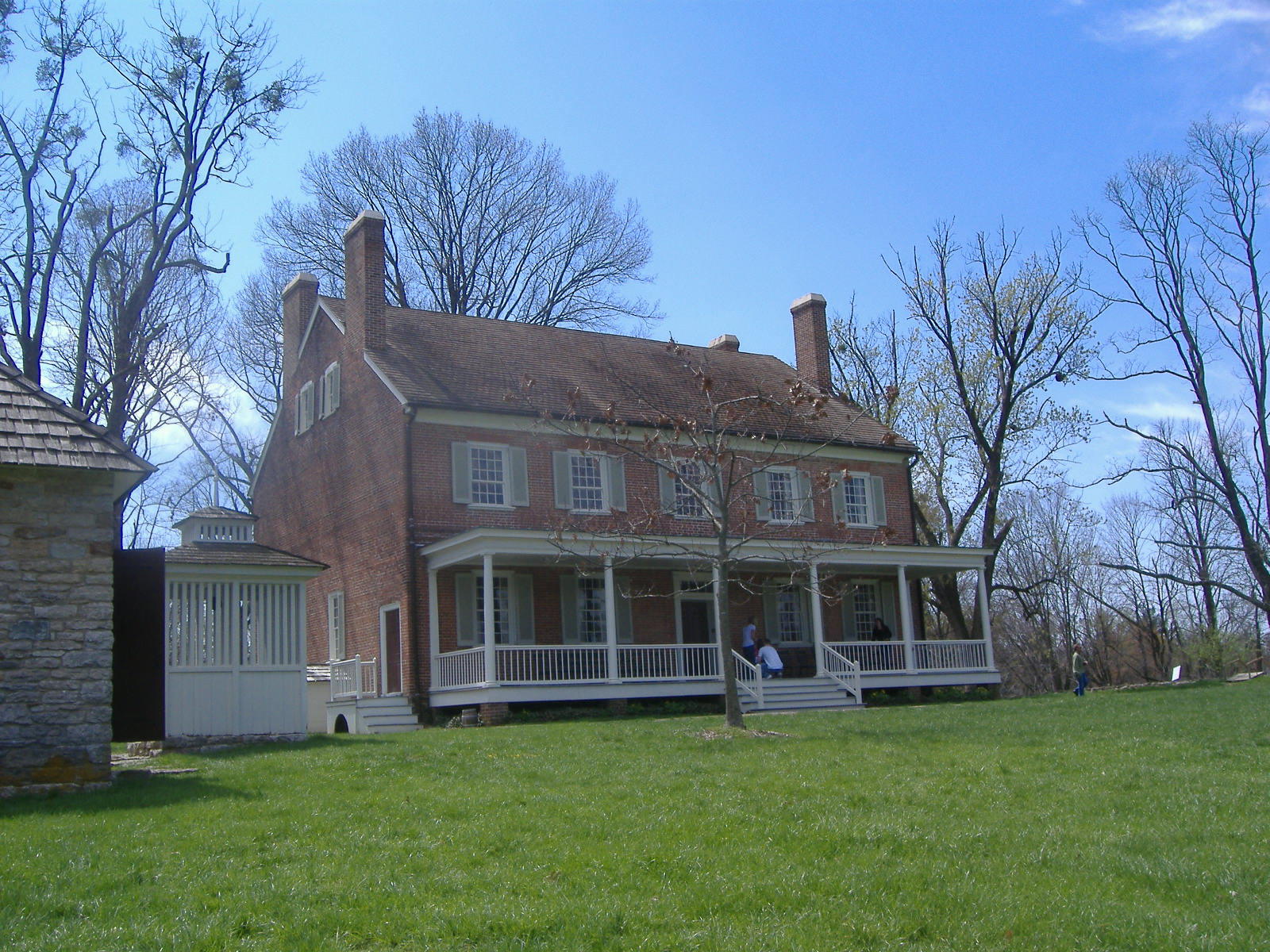
Gros plan de la maison principale - Locust Grove

Le Historic Locust Grove est une ferme de 22 ha datant du XVIIIe siècle située dans le comté de Jefferson à proximité de la ville de Louisville. La ferme est classée National Historic Landmark depuis 1986.
Le principal attrait de la construction provient de son architecture de type géorgien. La ferme appartenait à la famille Croghan et accueillit des visiteurs célèbres comme George Rogers Clark et des présidents des États-Unis. La ferme abrite aujourd'hui un musée et des salles de réunion.

## Histoire
La ferme fut construite en 1790 par William Croghan et sa femme Lucy Clark Croghan. Lucy était la sœur de l'explorateur William Clark (qui participa à l'expédition Lewis et Clark) et de George Rogers Clark. À on apogée, le domaine s'étendait sur 280 hectares dont une partie importante (210km²) appartenait à Croghan à sa mort, en 1838.
Le 8 novembre 1806, Meriwether Lewis et William Clark, terminèrent leur expédition au travers de l'Amérique du Nord dans cette bâtisse. Il s'agit de la seule construction toujours existante ayant accueilli les deux explorateurs à l'ouest des Appalaches. En 2006, une commémoration se fit dans la maison en hommage au 200e anniversaire du retour des explorateurs.
George Rogers Clark passa ses dernières années dans ce lieu entre 1809 et 1818. 
Locust Grove est adjacente à la propriété Springfield, la maison de Richard Taylor (en) et de son fils, le futur président des États-Unis, Zachary Taylor .
À la mort de William Croghan, le domaine devint la propriété de John Croghan, célèbre pour son achat de la grotte de Mammoth en 1838. En 1844, la maison accueillit l'explorateur Stephen Bishop qui y réalisa les plans d'explorations de la grotte. Le plan fut publié en 1845. En 1972, une galerie dessinée par Bishop reliant la caverne de Flint Ridge à celle de Mammoth Cave Ridge fut découverte alors que celle-ci avait déjà été dessinée en 1875. Le passage avait en effet été inondé depuis la construction d'un barrage sur une rivière proche.